# NGC 7492
NGC 7492 é um aglomerado globular na direção da constelação de Aquarius. O objeto foi descoberto pelo astrônomo William Herschel em 1786, usando um telescópio refletor com abertura de 18,6 polegadas. Devido a sua moderada magnitude aparente (+11,2), é visível apenas com telescópios amadores ou com equipamentos superiores. 